# Letterkenny Township
Letterkenny Township est un township situé au nord de la partie centrale du comté de Franklin, en Pennsylvanie, aux États-Unis,. En 2010, il comptait une population de 2 318 habitants.

## Démographie
Lors du recensement de 2010, le township comptait une population de 2 318 habitants. Elle est estimée, en 2018, à 2 426 habitants.